# Erdo
Erdo es un pueblo del municipio español de Sarroca de Bellera, en la comarca catalana del Pallars Jussá, provincia de Lérida. Formaba parte del término primitivo de Sarroca de Bellera.

## Descripción
Está situado a 1,7 km. en línea recta al noreste de su cabeza de municipio, y es accesible por una pista rural asfaltada que sale del mismo Sarroca de Bellera para subir a Vilella y a Erdo, donde llega en 4 km de fuerte subida. Esta pista pasa cerca de Vilella, pero no entra en este pueblo.
Erdo tiene la iglesia parroquial dedicada a Sant Julià. Es un templo pequeño, de una sola nave, con un campanario en el ángulo sudeste.

## Historia
En 1981 Erdo aún tenía 7 habitantes, después de un proceso de despoblamiento alargado durante el siglo XX. En 2005, sin embargo, había experimentado una cierta recuperación, y alcanzaba los 13 habitantes.
Pascual Madoz en su Diccionario geográfico ... de 1845 habla brevemente de Erdo, y remite al artículo  de Santa Coloma de Erdo:

. .. Sólo dice que tiene 3 casas. Yendo en el artículo dedicado a Santa Coloma de Erdo, se lee que están situados los dos pueblos en un plano, Erdo con 3 casas y Santa Coloma con 2, de una sola planta y buena construcción. El terreno es montañoso, de arenisca y de calidad media. Tienen una fuente abundante de muy buena calidad. Se cultivaban 400 jornales de secano y 10 o 12 de prado. Sin bosques, pero con algunas encinas, olmos y nogales. Se producía trigo, centeno, cebada, patatas, algunas legumbres, frutas y lana. Hay también algo ganado de ovejas y vacas. Había caza de perdices y conejos. También había una cantera de cal. 3 vecinos (cabezas de familia) y 15 almas (habitantes) formaban la población.